# Ревийю, Эжен
Эжен Ревийю (4 мая 1843, Безансон — 11 января 1913, Париж) — французский египтолог и научный писатель.

## Биография
С 1872 года состоял куратором и консерватором египетских коллекций в парижском Луврском музее, также был профессором Луврской школы Парижа, где читал лекции по демотике и коптологии. Специально занимался изучением простонародного (демотического) письма древних египтян, а также коптским языком и древнеегипетским языком и литературой в целом. Считается первым исследователем правовой системы Древнего Египта и одним из крупнейших коптологов своего времени. В изучении демотики, в которой он сделал множество важных открытий, был последователем Генриха Карла Бругша.
Работы его авторства: «Mémoire sur les Blemmyes» (1874 и 1888), «Papyrus coptes, actes et contrats des musées de Boulaq et du Louvre» (1876), «Apocryphes coptes du Nouveau Testament» (1876), «Vie et sentences de Secundus» (1876), «Le concile de Nicée d’après les textes coptes et les diverses collections canoniques» (1880), «Chrestomathie démotique» (1880), «Nouvelle Chrestomathie etc.» (1878), «Le roman de Setna» (1880), «Rituel funéraire de Pamonth en démotique, avec les textes hiéroglyphiques et hiératiques correspondants» (1879), «Corpus papyrorum Aegypti» (1885 и далее), «Cours de droit égyptien» (1885), «Cours de langue démotique» (1885), «Les obligations en droit égyptien» (1887), «Lettres sur les monnaies égyptiennes» (1895), «Mélanges sur la métrologie, l’économie politique et l’histoire de l’ancienne Egypte» (1896). С 1880 года издавал журнал «Revue égyptologique», посвящённый в основном коптологии и демотике. Многие его работы вызывали обширную полемику в тогдашнем научном сообществе.